# 北京市规划和自然资源委员会通州分局
39°56′12″N 116°41′41″E / 39.93674°N 116.69466°E
北京市规划和自然资源委员会通州分局是北京市通州区人民政府的一个部门。

## 领导
2021年2月，本机构的领导为：
- 郑皓：中共北京市通州区委常委，通州区人民政府副区长，北京市规划和自然资源委员会通州分局局长。工作分工：主持分局全面工作
- 郭宝峰：党组书记、常务副局长（正处级）。工作分工：主持分局日常工作
- 康振宇：党组副书记、副局长（正处级领导干部）、一级调研员。工作分工：协助郭宝峰同志负责党建全面工作；负责重点专项工作，包括优化营商、体制改革、审计、重大项目等；分管机关党委（党建工作科、人事科）、规划自然资源执法队、第一至四规划国土所；协调建筑勘察设计所后续相关工作
- 张士祥：党组成员、副局长、二级调研员。工作分工：分管自然资源调查监测科、不动产登记事务中心
- 王玥：党组成员、副局长、三级调研员。工作分工：负责区委城市工作委员会办公室、区规划建设委员会办公室相关工作；分管规划编制与城市设计科、规划研究中心
- 张洪兴：党组成员、副局长、三级调研员。工作分工：分管自然资源所有者权益科（自然资源开发利用科）、土地利用事务中心、土地整理储备中心通州区分中心
- 张智杰：党组成员、副局长、三级调研员。工作分工：分管规划实施科、城乡测绘所
- 朱言生：党组成员、纪检组长、三级调研员。工作分工：分管纪检办公室
- 韩飞：副局长（挂职干部）。工作分工：协助王玥同志负责区委城市工作委员会办公室、区规划建设委员会办公室相关工作；协助分管规划编制与城市设计科、规划研究中心
- 黄超：党组成员、副局长。工作分工：分管市政交通科、综合审批科
- 周颖：党组成员、副局长。工作分工：分管自然资源保护科（国土空间生态修复科、矿产资源管理科）；协助分管土地利用事务中心、土地整理储备中心通州区分中心
- 刘江：三级调研员。工作分工：分管规划信息中心
- 乔关键：三级调研员。工作分工：分管办公室
- 贺修倦：三级调研员。工作分工：分管法制科（信访与信息公开科）、财务科、城建档案馆
- 王东鹏：四级调研员。工作分工：分管规划土地核验科

## 机构设置
2021年2月，本机构下设：
- 办公室
- 法制科(信访与信息公开科)
- 规划编制与城市设计科
- 市政交通科
- 规划实施科
- 综合审批科
- 规划土地核验科
- 自然资源调查监测科
- 自然资源所有者权益科（自然资源开发利用科）
- 自然资源保护科（国土空间生态修复科、矿产资源管理科）
- 财务科
- 机关党委
- 纪检办公室
- 北京市通州区规划和自然资源执法队
- 北京市规划国土委通州分局第一规划和国土资源管理所（北京市通州区规划和自然资源执法队第一分队）
- 北京市规划国土委通州分局第二规划和国土资源管理所（北京市通州区规划和自然资源执法队第二分队）
- 北京市规划国土委通州分局第三规划和国土资源管理所（北京市通州区规划和自然资源执法队第三分队）
- 北京市规划国土委通州分局第四规划和国土资源管理所（北京市通州区规划和自然资源执法队第四分队）
- 北京市通州区不动产登记事务中心
- 北京市通州区城建档案馆
- 北京市通州区土地利用事务中心
- 北京市土地整理储备中心通州区分中心
- 北京市通州区规划研究中心
- 北京市通州区规划信息中心
- 北京市通州区城乡测绘所